# 钳喙兰属
钳喙兰属（学名：Erythrodes），又名小唇蘭屬、钳唇兰属，是兰科下的一个属，为陆生兰。该属共有约100种，主要分布于南美洲和亚洲热带地区。
属名Erythrodes源于希腊语Erythros（红色的）和eidos（模样）的合成词，指花红色。